# プリティ・メイズ
プリティ・メイズ（Pretty Maids）は、デンマーク出身のヘヴィメタル・バンド。
同国を代表するHR/HMバンドの先駆者であり、メロディック・パワーメタルの草分け的存在としても知られ、ポップロック調の分野においても人気を集める。度々来日するなど、活動は40年以上に及ぶ。

## 概要
バンドリーダーのケン・ハマー(ギター)が、シン・リジィ、レインボー 等のフリークであり楽曲にも影響が見られる。またデンマークという地域性から、北欧メタルとジャーマンメタル両方の長所を併せ持つ。
デビュー当初は6人編成（ボーカル、ツインギター、ベース、キーボード、ドラム）であり、ハロウィンと並んでメロディック・パワーメタルの先駆けとも言える雰囲気を持っていた。アルバム2、3作目ではアメリカを意識したポップな曲調であったが、4人編成（ボーカル、ギター、ベース、ドラム）となった4作目以降では正統派メタルと言える曲調となっている。
ヒット作「Please Don't Leave Me」をはじめとして、カバー曲でも非常に上質なアレンジを見せる。

## 略歴

### 1980年代
1981年、ケン・ハマー(ギター)を中心に発足。その後、オーディション等を経て、ケン・ハマー、ロニー・アトキンス(ボーカル)、ピート・コリンズ(ギター)、ジョン・ダロウ(ベース)、アラン・オーウェン(キーボード)、フィル・ムーアヘッド(ドラム)の6人編成のバンドとして活動を開始する。
1983年、デビュー・ミニアルバム『プリティ・メイズ』をリリース。
1984年、コリンズが個人的理由で脱退、ダロウが解雇され、リック・ハンソン(ギター)、アラン・ディロング(ベース)が加入。ファースト・フルレンス・アルバム『レッド・ホット&ヘヴィ』で、メジャーデビュー。その後ハンソンが解雇され、コリンズが復帰。
1986年、コリンズが再び脱退。
1987年、セカンド・アルバム『フューチャー・ワールド』をリリース。当時MTVを中心にヘヴィメタルムーヴメントが起きていた影響もあり、全米アルバムチャートの165位に入る成績を残す。その後元MAD MAX、SINNERのエンジェル・シュライファー(ギター)が加入するも脱退。
1988年、リッキー・マークス(ギター)が加入。

### 1990年代
1990年、オーウェンが家庭の事情で脱退。サード・アルバム『ジャンプ・ザ・ガン』をリリース。ディープ・パープルのロジャー・グローヴァーをプロデューサーに迎え、アメリカ進出を視野に入れたポップ色の強い音作りとなった。しかしレコード会社のサポートが受けられず、予定されていたディープ・パープルとの合同ツアーも実現されなかった。同年、ミニアルバム『イン・サンタズ・クロウズ』リリース。その後、マークス、ムーアヘッド、ディロングが脱退。この年、初来日公演を開催。
1991年、マイケル・ファスト(ドラム)、ケン・ジャクソン(ベース)が加入し4人編成となる。4thアルバム『シン・ディケイド』をリリース。原点であるヘヴィな音作りに戻った内容であり、更にこの中に収められたジョン・サイクスのカバー「Please Don't Leave Me」が大ヒットとなる。しかしカバー曲が最大のヒットとなったことが以後バンドへの重荷となっていく。
1992年、ミニアルバム『オフサイド』、1993年、5thアルバム『ストリップト』をリリース。両盤ともいわゆるアンプラグド作品である。アンプラグド・ブームに便乗し過ぎている、という批判もあった。
1994年、6thアルバム『スクリーム』をリリース。オルタナティヴ・ロック要素を含んだ楽曲が多く、ファンを困惑させてしまう。
1995年、ライブ盤『スクリーミン・ライヴ』をリリース。
1997年、7thアルバム『スプークト』をリリース。三たびメタリックな音楽性に戻る。
1998年、ベスト盤『ザ・ベスト・オブ…バック・トゥ・バック』をリリース。
1999年、8thアルバム『エニシング・ワース・ドゥーイング・イズ・ワース・オーバードゥーイング』をリリース。

### 2000年代
2000年、9thアルバム『カーペ・ディエム』をリリース。翌2001年に来日公演。

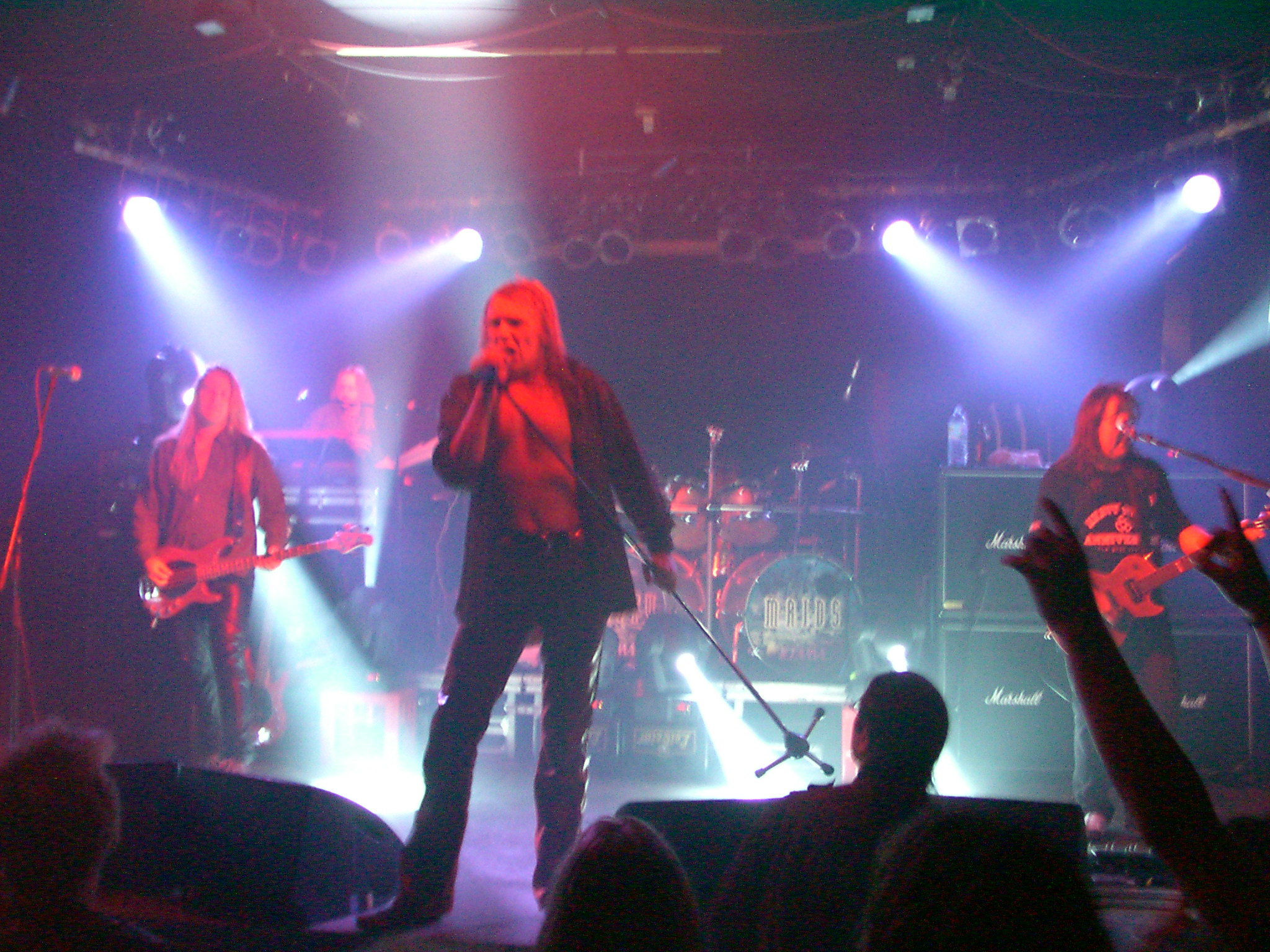
ドイツ・ニュルンベルク公演 (2002年4月)

2002年、10thアルバム『プラネット・パニック』をリリース。その後プロモーション会社が倒産、ハマーが心臓病を患うなど問題が多発し、活動停止状態となる。しかし、その中でも本国でのライブ活動は継続しており、2003年にはライブ盤『アライヴ・アット・リースト』をリリース。
2005年、ファストが脱退。

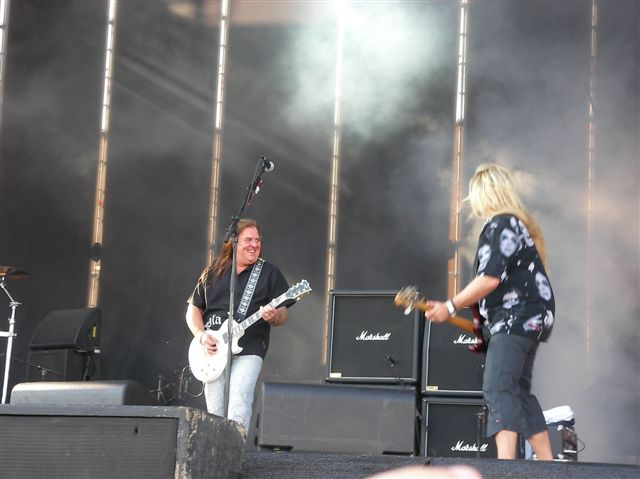
(2007年5月)

2006年、元ロイヤル・ハントのアラン・チカヤ(ドラム)が加入。ハマーが心臓病から復帰して11thアルバム『ウェイク・アップ・トゥ・ザ・リアル・ワールド』をリリース。

### 2010年代
2010年、12thアルバム『Pandemonium』をリリース。アルバムの完成と同時に1991年からベースを担ってきたジャクソンが脱退する。後任はキング・ダイアモンドなどで活躍してきたハル・パティーノ(ベース)。また、久しく空席だったパーマネント・キーボード・プレイヤーとしてモルテン・サンダゲルが加入。
2011年、4月にパティーノが脱退。5月に後任のレネ・シェイズ(ベース)が加入。
2012年、ライブ盤『イット・カムズ・アライヴ - メイド・イン・スイス』をリリース。11年ぶりの来日公演。
2013年、13thアルバム『Motherland 』をリリース。
2014年、新曲4曲に加え、過去曲8曲の再録音源を加えた企画盤の14thアルバム『Louder than ever』をリリース。
2015年、HR/HMフェス『LOUD PARK 15』出演のため来日。
2016年、サンダゲルが脱退。15thアルバム『Kingmaker』をリリース。マルチプレイヤーのクリス・レイニーが加入。
2017年、アラン・チカヤが脱退し、偶然にもチカヤと同じくロイヤル・ハントに在籍経験のあるアラン・ソーレンセンが加入。同年に来日公演。
2019年、16thアルバム『Undress your madness』をリリース。アラン・ソーレンセンが脱退し、アラン・チカヤがサポートとして復帰。

### 2020年代
2020年10月、ヴォーカルのロニー･アトキンスがステージ4の肺がんを再発。「ゴールを迎えるまで人生を目いっぱい楽しむことに専念する」と告白し、翌2021年に初のソロアルバムを発表した。

## メンバー
※2021年7月時点

### 現ラインナップ
- ロニー・アトキンス (Ronnie Atkins) - ボーカル (1981年- )
- ケン・ハマー (Ken Hammer) - ギター (1981年- ) ※リーダー
- レネ・シェイズ (René Shades) - ベース (2004年、2011年- )
- クリス・レイニー (Chris Laney) - キーボード/ギター (2016年- )

サポート
- アラン・チカヤ (Allan tschicaja) - ドラムス (正規2006年-2017年、サポート2019年- ) ※元ロイヤル・ハント

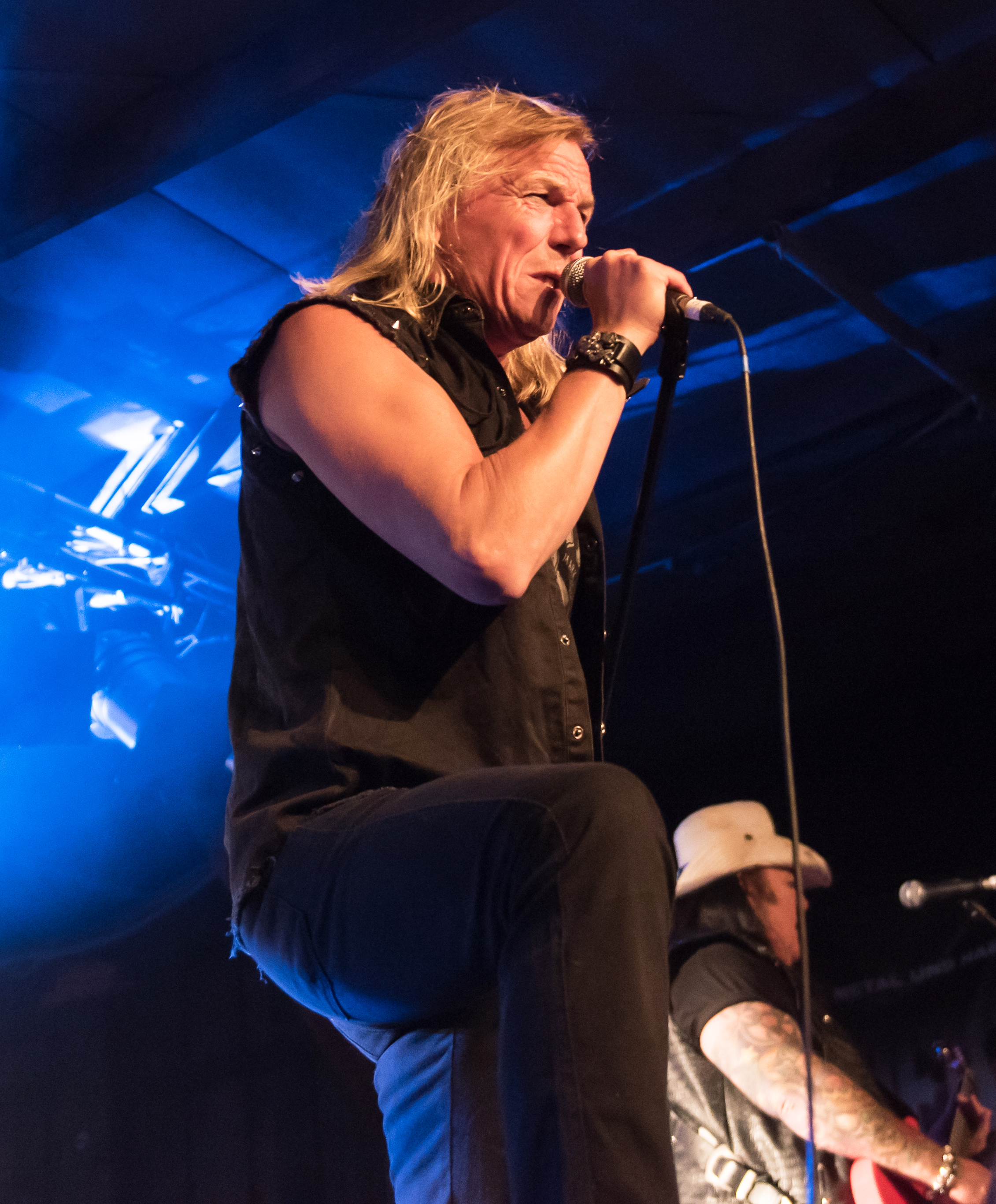
ロニー・アトキンス(Vo) 2017年
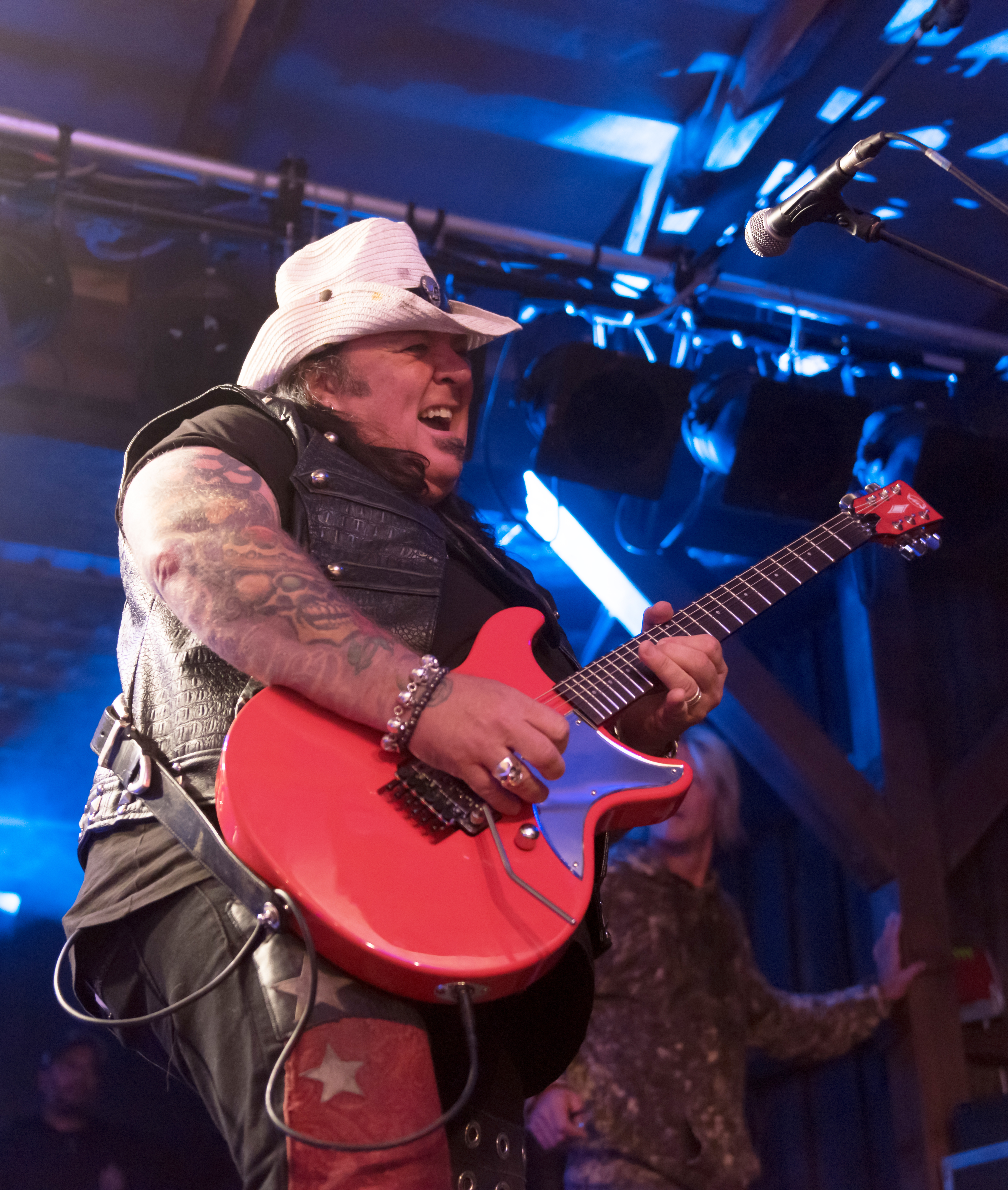
ケン・ハマー(G) 2017年
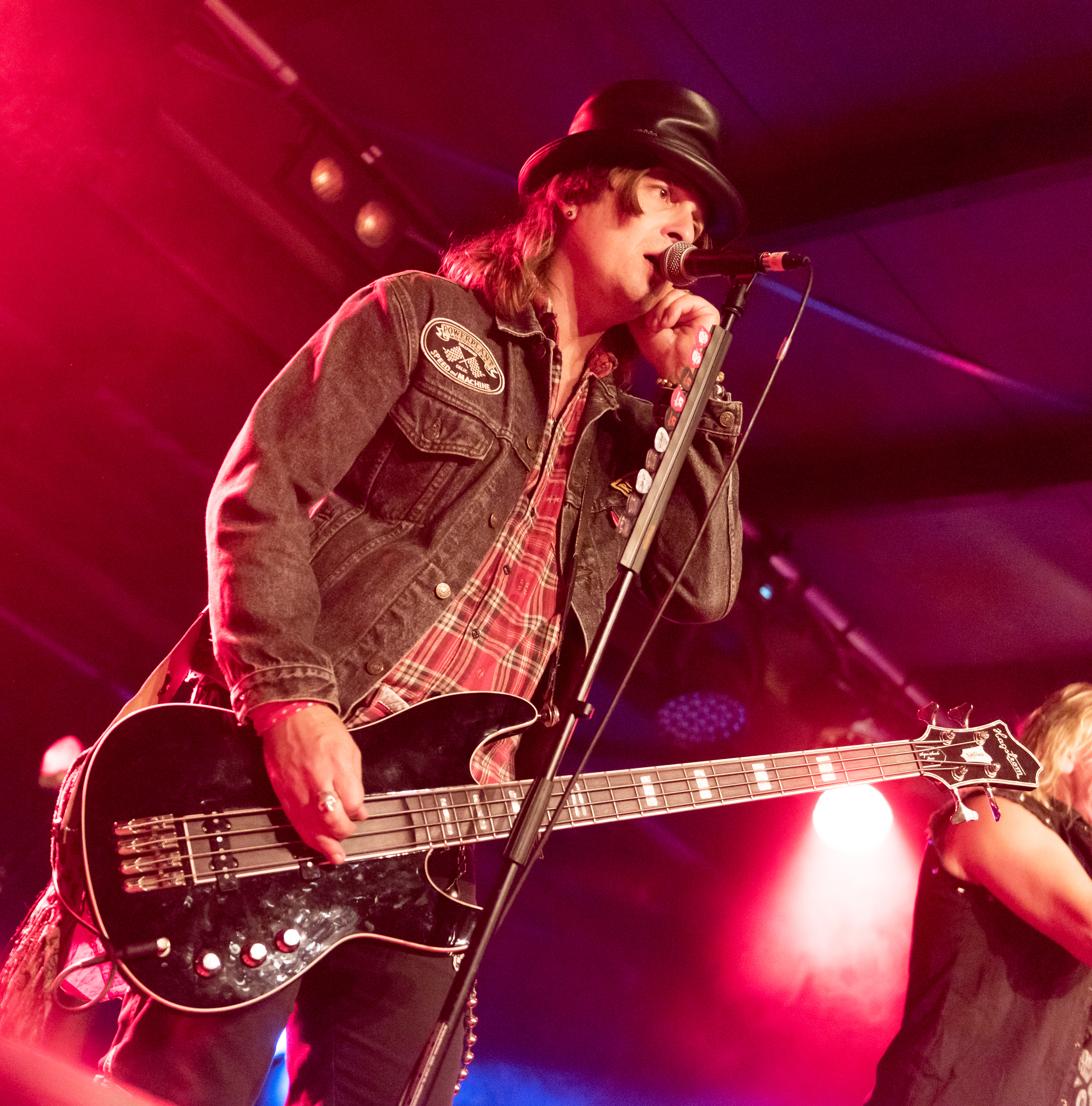
レネ・シェイズ(B) 2017年
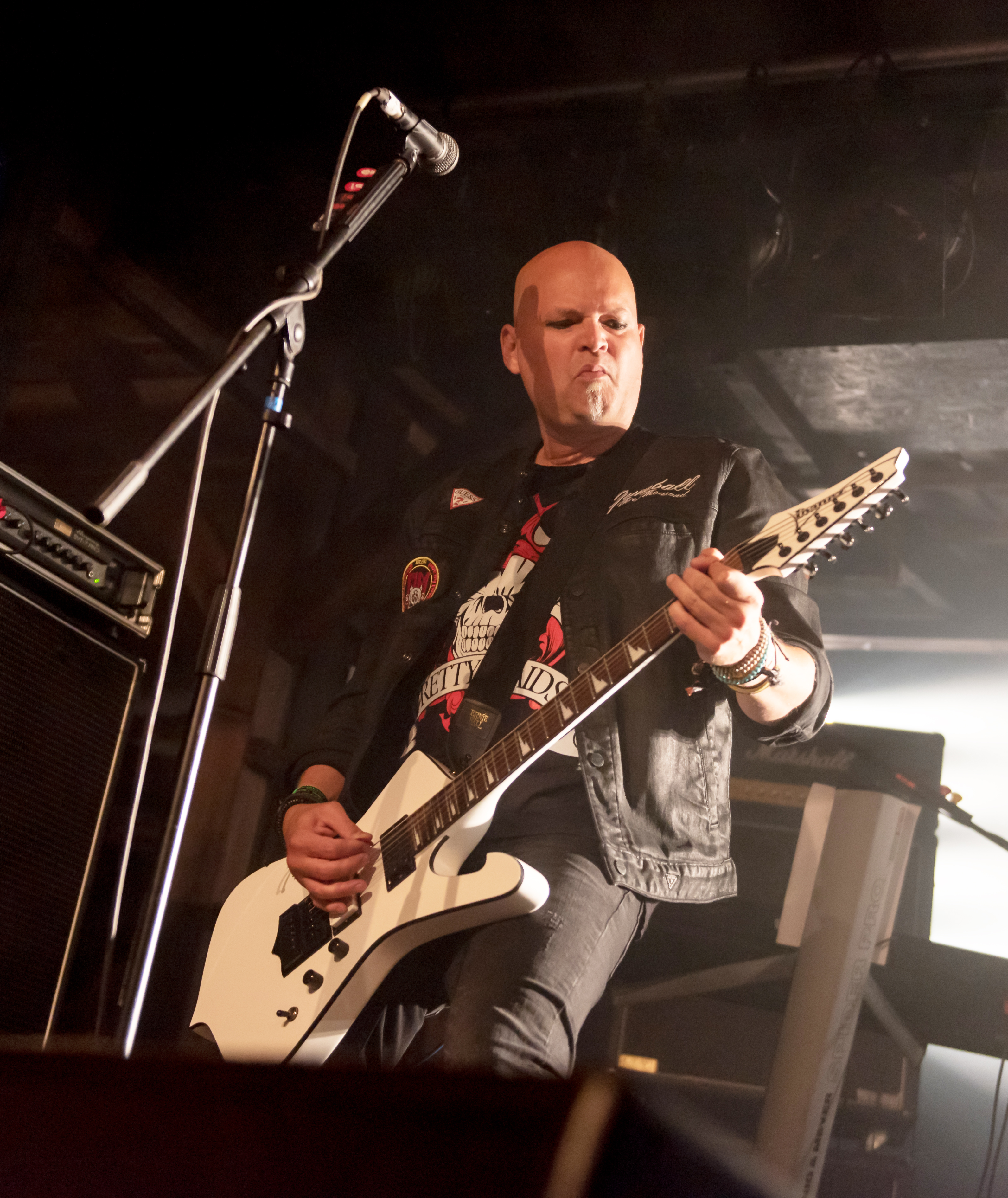
クリス・レイニー(Key/G) 2017年

### 旧メンバー
- ピート・コリンズ (Pete Collins) - ギター (1981年-1986年)
- ジョン・ダロウ (John Darrow) - ベース (1981年-1984年)
- アラン・オーウェン (Alan Owen) - キーボード (1981年-1990年)
- フィル・ムーアヘッド (Phil Moorhead) - ドラムス (1981年-1990年)
- アラン・ディロング (Allan Delong) - ベース (1984年-1990年)
- リック・ハンソン (Rick Hanson) - ギター (1984年-1987年)
- エンジェル・シュライファー (Angel G Schleifer) - ギター (1987年) ※元MADMAX、元SINNER
- リッキー・マークス (Ricky Marx) - ギター (1987年-1990年)
- マイケル・ファスト (Michel Fast) - ドラムス (1991年-2005年)
- ドミニク・ゲイル (Dominic Gale) - キーボード (1992年-1999年) ※サポートメンバー
- ケン・ジャクソン (Kenn Jackson) - ベース (1991年-2010年)
- ハル・パティーノ (Hal Patino) - ベース (2010年-2011年)
- モルテン・サンダガー (Morten Sandager) - キーボード (2006年-2016年)
- アラン・ソーレンセン (Allan Sorensen) - ドラムス (2017年-2019年)

## ディスコグラフィ

### スタジオ・アルバム
- 『レッド・ホット&ヘヴィ』 - Red Hot and Heavy (1984年)
- 『フューチャー・ワールド』 - Future World (1987年)
- 『ジャンプ・ザ・ガン』 - Jump the Gun (1990年)
- 『シン・ディケイド』 - Sin-Decade (1992年)
- 『ストリップト』 - Stripped (1993年) ※アコースティック
- 『スクリーム』 - Scream (1994年)
- 『スプークト』 - Spooked (1998年)
- 『エニシング・ワース・ドゥーイング・イズ・ワース・オーバードゥーイング』 - Anything Worth Doing Is Worth Overdoing (1999年)
- 『カーペ・ディエム』 - Carpe Diem (2000年)
- 『プラネット・パニック』 - Planet Panic (2002年)
- 『ウェイク・アップ・トゥ・ザ・リアル・ワールド』 - Wake Up to the Real World (2006年)
- 『パンデモニアム』 - Pandemonium (2010年)
- 『マザーランド』 - Motherland (2013年)
- 『ラウダー・ザン・エヴァー』 - Louder Than Ever (2014年) ※セルフ・カバー+新曲
- 『キングメーカー』 - Kingmaker (2016年)
- 『アンドレス・ユア・マッドネス』 - Undress Your Madness (2019年)

### ライブ・アルバム
- 『スクリーミン・ライヴ』 - Screamin' Live (1995年)
- 『アライヴ・アット・リースト』 - Alive At Least - Europe And Japan 2001-2002 (2002年) ※デビュー20周年記念盤
- 『イット・カムズ・アライヴ - メイド・イン・スイス』 - It Comes Alive - Maid in Switzerland (2012年) ※2CD+DVDの3枚組
- 『メイド・イン・ジャパン』 - Maid in Japan – Future World Live 30 Anniversary (2020年)

### EP
- 『プリティ・メイズ』 - Pretty Maids (1983年) ※デビュー盤
- 『イン・サンタズ・クロウズ』 - In Santa's Claws - 5 Track Christmas EP (1990年)
- 『オフサイド』 - Offside (1992年) ※アコースティック
- Massacre's Classix Shape Edition (1999年)

### コンピレーション・アルバム
- 『ザ・ベスト・オブ…バック・トゥ・バック』 - The Best Of... Back to Back (1998年)
- First Cuts ...And Then Some (1999年)
- Original Album Classics (2015年)
- A Blast From The Past (2019)

1994年～2016年までに発売されたスタジオアルバム10作品とライブアルバム2作品を収録したボックスセット。1994年～2002年までに発売された作品（『Scream』～『Planet Panic』までのスタジオ作品、『Screamin’ Live』と『Alive At Least』のライブアルバム）はリマスター音源で収録されている。